# Grieg-Begegnungsstätte
De Grieg-Begegnungsstätte is een ontmoetingsplaats met een museum in Leipzig ter herinnering aan de componist Edvard Grieg.
Het museum werd op 7 november 2005 geopend en bevindt zich op de bel-etage van een historisch pand uit 1874 aan de Talstraße. Hier was voorheen de muziekuitgeverij C. F. Peters gevestigd, een van de gerenommeerdste muziekuitgevers aan het begin van de 20e eeuw. Grieg onderhield goede contacten met de Max Abraham die het leidde. Ook diende het geregeld als huisvesting, waardoor het pand meer voor hem betekende dan alleen dat van een zakelijke relatie. Aan de buitenmuur herinneren plaquettes aan Grieg en Abraham.
In een permanente tentoonstelling wordt dieper ingegaan op Griegs werk en leven. Naar de heropening werd zeven jaar toegewerkt. De houten lambrisering is in goede staat gebleven en er werd nieuw, gelijkend tapijt in Engeland besteld. Net als in 1905, worden de kamers verlicht door tientallen elektrische lampjes in het plafond. Niet te bezichtigen zijn de woonvertrekken waarin Grieg heeft overnacht. Deze bevonden zich onder het dak en overleefden de weersomstandigheden niet.
De Noor kwam in 1858 als 15-jarige naar Leipzig voor zijn conservatoriumstudie die enkele jaren eerder door Felix Mendelssohn was opgestart. Het centrale punt is ook nu de muzieksalon, waar Grieg in die tijd zijn nieuwste werken voorspeelde aan Abraham. Hier worden geregeld bijeenkomsten gehouden met lezingen, voordrachten en muziekuitvoeringen.

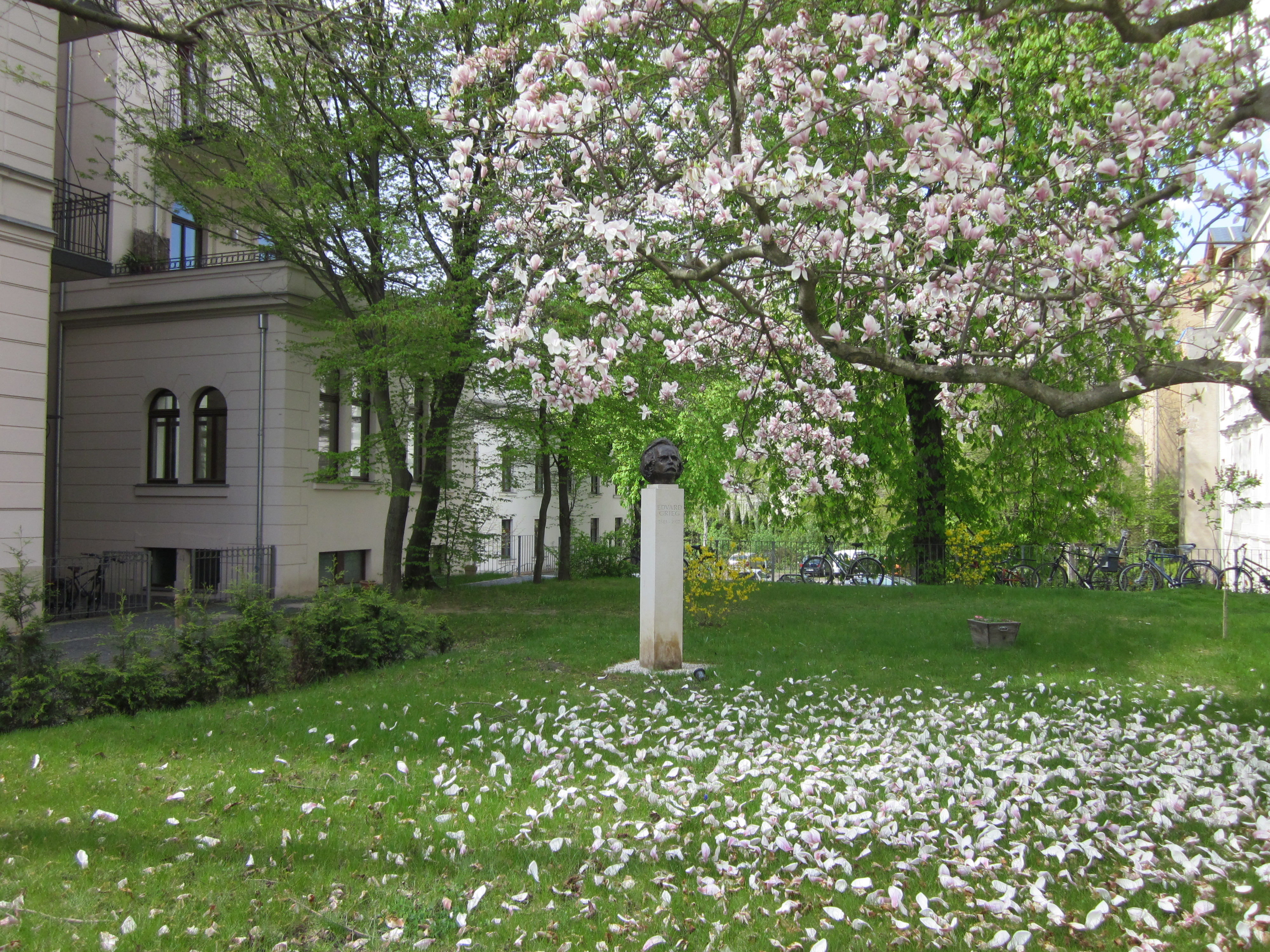
Tuin buiten het pand